# Рождество Богородично (Бегнище)
„Рождество на Пресвета Богородица“ или „Света Богородица“ (на македонска литературна норма: „Света Богородица“) е възрожденска православна църква в тиквешкото село Бегнище, централната част на Северна Македония. Част е от Повардарската епархия на Македонската православна църква.
Храмът представлява трикорабна базилика с големи размери. Трите кораба са отделени с два реда колони.
Църквата е построена и цялостно изписана през 1881 година от братята Вангел, Никола и Коста Анастасови от Крушево според надписа на северния вход от вътрешната страна на църквата. Друг надпис в църквата се намира над западния вход отвътре: „Петре Андон епитроп на времето неино сеп. м. се стори за цркфата се изписа в лето 1880 и маиа 6“. Представлява трикорабен храм с два реда колони.
Цялата църква е изписана. В първата зона на южната стена е изобразен Страшният съд. Над него Жертва Аврамова, Рождество на Свети Йоан Кръстител и Пирът на цар Ирод. На северната стена в първата зона са изобразени фигури в цял ръст, а във втората – Убийството на архидякон Стефан, Христос и Самариянката на кладенеца и Христос се явява на апостолите на море. В олтарната апсида са изобразени великите архиереи, а над тях – Света Богородица ширшая небес. На южната стена на храма е Причастие на апостолите, а на северната – Въведение Богородично. Царските двери са дело на неизвестен резбар.
- Стенописът над входа
- Надгробен кръст: „Тукъ почива попъ Глигуръ Даскаловъ от село Бегнища живе 65 г. убитъ в 1906 г.“
- Общ изглед от изток
- Стенописът над втория вход